# Loccumer Hof

Der Loccumer Hof; Blick von der Osterstraße über den Hof und die Wohnung des Abtes Richtung Georgstraße; im Hintergrund die 1894–96 errichtete „Reichsbank“ (heute: Deutsche Bundesbank); Fotografie von 1895

Der Loccumer Hof in Hannover war ein im 13. Jahrhundert errichteter Wirtschaftshof des Zisterzienserklosters Loccum. Standort der Anlage war bis in das 20. Jahrhundert hinein ein Grundstück zwischen der Osterstraße am südlichen Ende des Hochparkhauses und dem (späteren) Georgsplatz im Stadtteil Hannover-Mitte.

## Geschichte
Das Kloster Loccum besaß bereits 1279 innerhalb der Stadt Hannover Hausbesitz am Hokenmarkte in Form von zwei Buden. 1293 kam ein Hof in der Osterstraße hinzu, der vor allem wirtschaftlichen Zwecken, insbesondere dem Verkauf der eigenen Getreideernte dienen sollte. Diesen Besitz erweiterte das Kloster durch den Ankauf eines weiteren Grundstückes von dem Bürger Hans Bernhard Haverbecker in der Osterstraße.

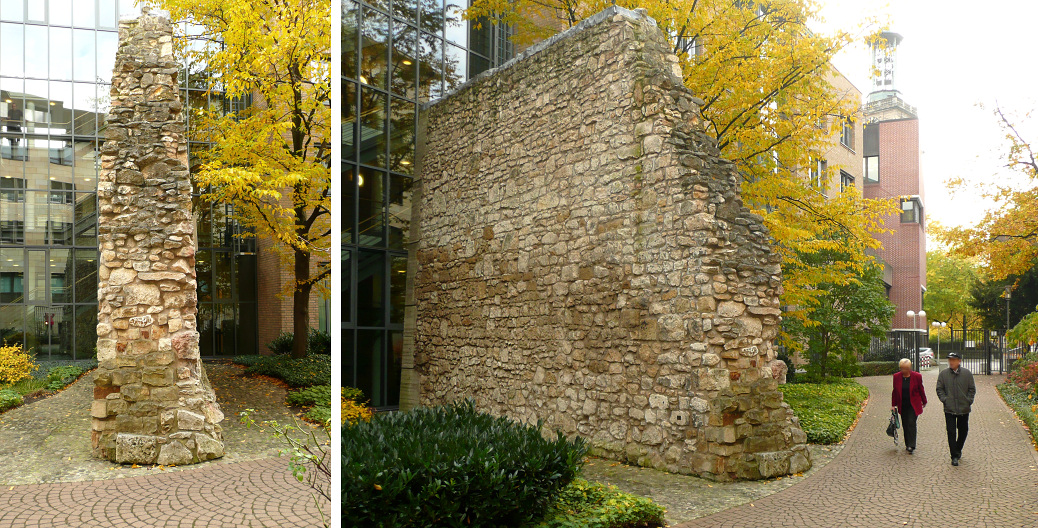
Rest der hier durch den Loccumer Hof errichteten Stadtbefestigung Hannovers

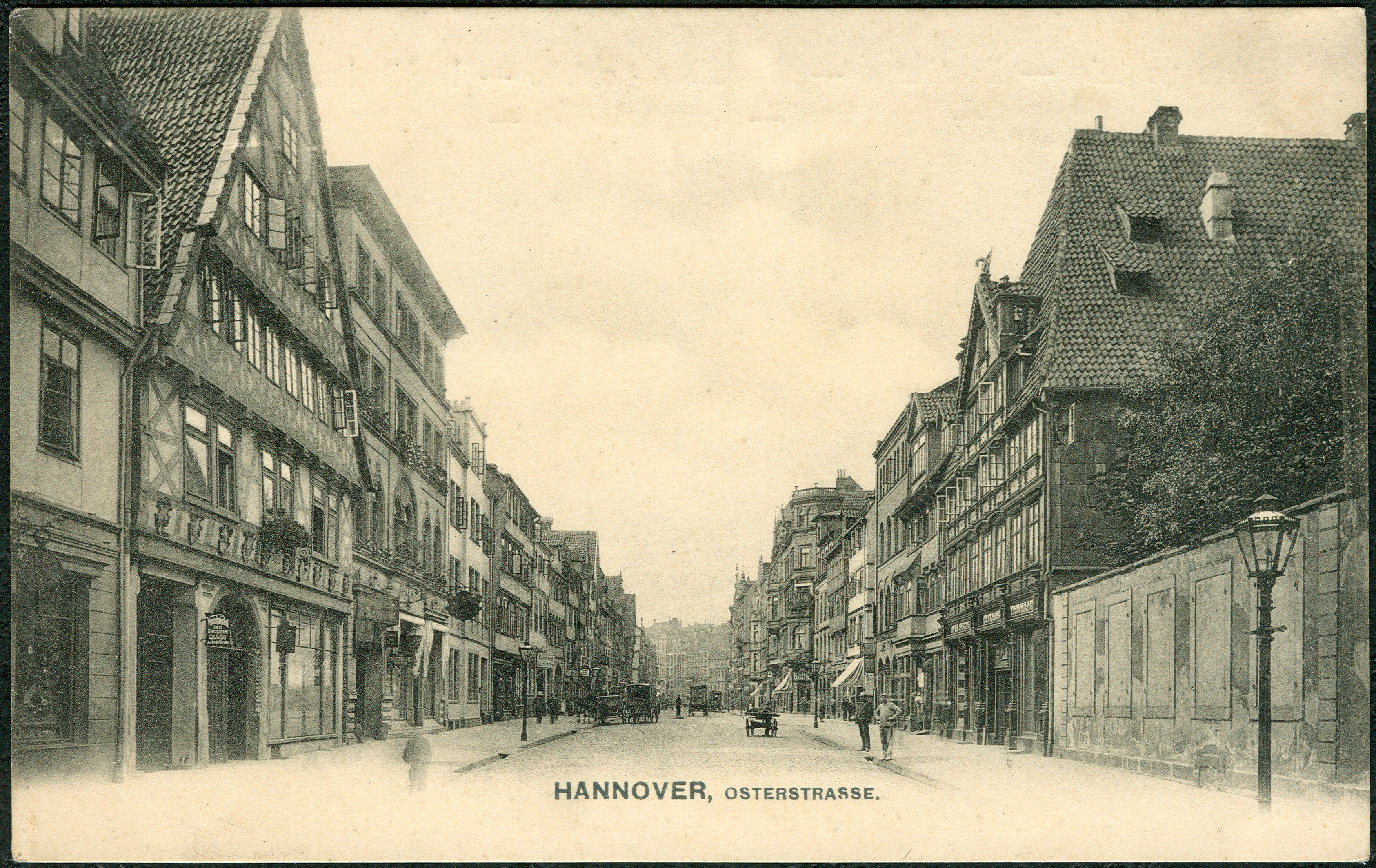
Die Mauer des Loccumer Hofes (rechts) in der Osterstraße;
Ansichtskarte Nr. 4414 von Zedler & Vogel, 1905

Laut dem Denkmalpfleger Arnold Nöldeke ist durch das Urkundenbuch [U.B.] Nr. 136 dokumentiert, dass sich das Kloster 1320 „verpflichtete, die Stadtmauer (als Teil der Stadtbefestigung Hannovers) an seinem Hofe selbst zu bauen“; dieser Verpflichtung ist das Kloster bis spätestens 1337 nachgekommen. Von dieser Befestigung hat sich am Georgswall 2 der denkmalgeschützte rund 4 m hohe und 80 cm breite Stadtmauerrest erhalten.
Auf dem Klosterhof bauten die Mönche ein 60 Fuß langes Haus, das mit seiner Rückseite unten an den Wächtergang (zur Verteidigung entlang der Stadtmauer) grenzte, während es weiter „oben auf die Mauer selbst gelegt war“. Zeitgleich errichteten die Mönche ein Absteigehaus für andere die Stadt besuchenden Mönche, das später als Wohnhaus des Abtes genutzt wurde.
An weiteren Gebäuden hatte der Hof unter anderem eine Kemenate, eine Kapelle, Speichergebäude, Kutschwagen-Remisen, Stallungen und einen offenen Brunnen mit einer Seilwinde, das Haus des Kornschreibers und eine Zensiten-Stube.
Als das Kloster Loccum im 15. Jahrhundert in wirtschaftliche Nöte geriet, musste es den Loccumer Hof in Hannover zeitweilig an die Patrizierfamilie der Berkhusen verpfänden.
1563 gestanden der Abt und das Konvent dem Rat der Stadt das „Näherkaufsrecht“ zu: Ohne Vorwissen des Rates durfte der Hof (bis ins 20. Jahrhundert hinein) nicht verkauft werden.

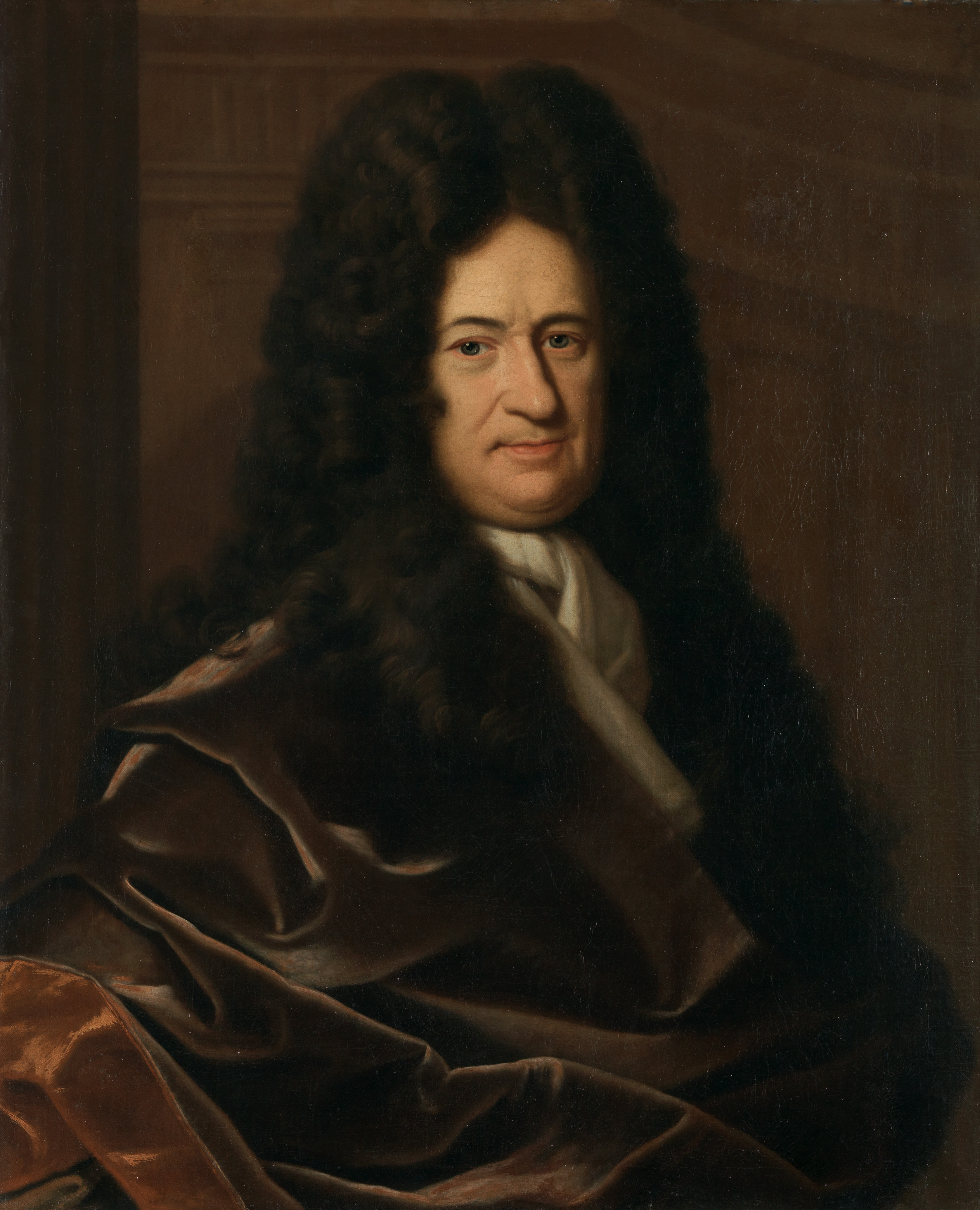
Leibniz diskutierte im Loccumer Hof über eine Wiedervereinigung der Konfessionen,
(Porträt von Christoph Bernhard Francke, um 1700; Herzog Anton Ulrich-Museum, Braunschweig)

Im Dreißigjährigen Krieg fanden die „Loccumer evangelischen Konventualen“ zeitweilig auf dem Hof Zuflucht, nachdem das Kloster bei Loccum durch den Restitutionsedikt eine Zeit lang durch einen katholischen Zisterzienserkonvent besetzt war.
Unter dem Abt Gerhard Wolter Molanus entwickelte sich der Loccumer Hof zu einem Treffpunkt der Gelehrten. Gottfried Wilhelm Leibniz ging hier ein und aus, hier sprachen Molanus und Leibniz über eine Wiedervereinigung der Konfessionen mit dem französischen Bischof Jacques Bénigne Bossuet und dem Bischof von Wiener Neustadt, Cristóbal de Royas y Spinola.

Den Stadtmauerturm aus dem 15. Jahrhundert an der Nordostecke des Abtshauses passte Laves 1832 durch Putzüberzug dem Abtshaus an.

Nachdem der Loccumer Hof bereits unter dem Abt Theodor Stracke (1600–1629) mehrere bauliche Veränderungen erfahren hatte, verlor der Gebäudekomplex vor allem in den 1730er Jahren auf Veranlassung des Abtes Georg Wilhelm Ebell seinen mittelalterlichen Charakter durch weitgehende Veränderungen. 1735 wurde der abschüssige Boden zwischen der Stadtmauer und dem Wall-Graben zum Vorgarten umgestaltet.
1832 baute der Architekt Georg Ludwig Friedrich Laves das Haus des Abtes auf dem Loccumer Hof sowohl innen wie außen um. Den Stadtmauerturm aus dem 15. Jahrhundert an der Nordostecke des Abtshauses passte er dem Abtshaus durch Putzüberzug an. Schließlich fanden die baulichen Veränderungen ihren Abschluss durch die Errichtung einer Mauer mit Tordurchfahrt an der Osterstraße.
Ab 1925 war der Loccumer Hof Dienstsitz von August Marahrens, dem Landesbischof der Evangelisch-lutherischen Landeskirche Hannovers.
Durch die Luftangriffe auf Hannover im Zweiten Weltkrieg wurde der Loccumer Hof zerstört.

## Hotel Loccumer Hof
In der Nachkriegszeit eröffnete die Evangelisch-lutherische Landeskirche Hannovers 1955 in der Kurt-Schumacher-Straße/Ecke Herrenstraße das „Hospiz Loccumer Hof“. Das Gästehaus wurde später durch die Hospizbetriebe als Hotel betrieben, welches im Jahr 2000 in Privatbesitz überging und, ergänzt um das Nachbargebäude (ehemals „Korb Ritter“), zum heutigen „Hotel Loccumer Hof“ umgestaltet wurde.